# Лендън Донован
Лендън Тимъти Донован (на английски: Landon Timothy Donovan) е бивш американски футболист, роден на 4 март 1982 г. в Онтарио, Калифорния. Той води за най-много отбелязани голове за националния отбор на САЩ. Донован е единственият играч, печелил наградата за футболист на годината на САЩ 4 пъти.

## Биография
Лендън е син на Тимъти Донован и Дона Кеш. Израства в Редландс, Калифорния и учи в тамошната гимназия. Подписва професионален договор с немския футболен клуб Байер Леверкузен през 1999 г. Ситуацията за него в Германия обаче не е добра, затова той е преотстъпен в Сан Хосе Ъркуейктс, играещ в Мейджър Сокър Лийг (първенството по футбол на САЩ). Там Донован постига успехи, печели купата през 2001 г. и 2003 г. и става едно от лицата на американския футбол. За 4 години в лигата, той отбелязва 32 гола и 29 асистенции, а за плейофите – 10 гола и 6 асистенции. Печели наградата за най-добър футболист на САЩ през 2003 г.
След като участва на олимпийските игри в Сидни през 2000 г., прави и първия си мач за националния отбор на САЩ — срещу този на Мексико, като отбелязва и гол в дебюта си. Играе за САЩ по време на световното първенство в Япония и Южна Корея през 2002 г., като отбелязва два гола. Получава наградата за най-добър млад играч през това световно първенство. Участва и на следващото световно първенство – това в Германия през 2006 г.
На 3 юни 2004 г. Байер Леверкузен обявява, че ще върне Донован в редиците си през 2005 г. Той също потвърждава новината и се присъединява към тима от Леверкузен на 23 ноември 2004 г. Тогава отново получава наградата за най-добър футболист на Америка.
След няколко мача за Леверкузен решава да се върне в МЛС, като този път обаче играе за състава на Лос Анджелис Галакси, където играе. Към 4 ноември 2007 г. е отбелязал 36 гола в 75 мача за „Лос Анджелис Галакси“. През 2010 минава под наем в отбора на Евертън.
През 2014 г. слага край на кариерата си. От началото на 2015 е решено, че наградата за МВП на Мейджър Лийг Сокър ще носи неговото име.